# Henry Desmarest
Henry Desmarest (auch Desmarets; * Februar 1661 in Paris; † 7. September 1741 in Lunéville, Lothringen) war ein französischer Komponist.

## Leben
Desmarest wirkte nach seiner Ausbildung zunächst in seiner Heimatstadt, legte seinen Schwerpunkt aber auf die Kirchenmusik, da er als Opernkomponist hoffnungslos im Schatten von Jean-Baptiste Lully stand, der damals keine konkurrierenden Musiker neben sich am Hofe Ludwig XIV. duldete.
1698 erhielt Desmarest eine Stelle als musikalischer Leiter am Jesuitenkolleg, musste aber bereits im Jahr darauf die Stadt fluchtartig verlassen. Da man ihm einen „Entführungsfall“ mit einer adeligen Schülerin anlastete, in die er sich verliebt hatte, wurde er in Abwesenheit zum Tode verurteilt. Deshalb floh er zunächst nach Brüssel, wo er Kontakte zu den zahlreichen dort lebenden italienischen Musikern pflegte. Er leitete von 1701 bis 1707 die Kammermusik des spanischen Königs. 
Schließlich erhielt Desmarest 1707 die Stelle des Hofmusikdirektors beim kunstliebenden Herzog Leopold von Lothringen, später bei dessen Nachfolger Stanislaus I. Leszczyński in Lunéville und Nancy, eine Stelle, die er bis zu seinem Tode 1741 innehatte. Lothringen gehörte damals nicht zu Frankreich, sondern zum Heiligen Römischen Reich. Aus Furcht vor Verfolgung konnte Desmarest nicht in benachbarte Städte wie Metz oder Toul reisen.

## Werke
Desmarest komponierte vor allem Kirchenmusik, darunter eine doppelchörige Messe 18 Motetten (Grands Motets), die „Motets Lorrains“ und vier Kantaten. Zudem schuf er sechs Opern, zwei Opernballette und zahlreiche andere Werke weltlicher Musik. Sein bekanntestes Bühnenwerk ist die „tragédie lyrique“ Venus & Adonis. Einige seiner Werke wurden außerhalb seines direkten Wirkungskreises aufgeführt, so 1713, 1714 und 1716 seine Oper „Venus et Adonis“ am Hof von Baden-Durlach, sowie „Iphigénie en Tauride“ in den Jahren 1716 und 1731. „Venus und Adonis“ wurde außerdem in Brüssel (1726) und selbst in Hamburg (1725) aufgeführt. 